# 渡部敏哉
渡部敏哉（わたなべ としや、1966年 - ）は、日本の写真家。

## 人物
1966年、福島県生まれ。
多摩美術大学グラフィックデザイン科在学中、PARCOが主催する「期待される若手写真家20人展」に選出され、写真作活動を始める。
現在はアートディレクターとして広告・CM等を制作しながら、写真制作を続けている。

## 経歴
個展
- 1990年 - 「渡部敏哉写真展」Photo Interform・大阪
- 1996年 - 「Slowly Forward」Recent Gallery・札幌
- 2012年 - 「3 months later」FUKUSHIMARCH TEMPORARY GALLERY・東京
- 2013年 - 「18 months」POETIC SCAPE・中目黒
- 2015年 - 「THROUGH THE FROZEN WINDOW」POETIC SCAPE・中目黒

主なグループ展
- 1990年 - 「期待される若手写真家20人展」PARCO Gallery・東京、大阪、名古屋
- 2010年 - 「Fragments of Tokyo」Place M・新宿
- 2012年 - 「Center Forward」The Center for FIne Art Photography アメリカ
- 2012年 - 「Labyrinth」McDdermott Gallery・カンボジア
- 2013年 - 「Critical Mass 2012年」Jennifer Schwartz Gallery ・アメリカ
- 2014年 - 「ヒルサイドテラスフォトフェア」ヒルサイドテラス・東京
- 2015年 - 「代官山フォトフェア」ヒルサイドテラス・東京

## 写真集
- 2013年 - 『18months』POETIC SCAPE

## 受賞歴
- 2011年 - Potolucida Critical Mass, Top50
- 2012年 - Exposure 2012 ファイナリスト
- 2012年 - International photography award 2012, Honorable Mention
- 2012年 - Potolucida Critical Mass, Top50
- 2013年 - International photography award 2013, 1st place[1]